# Norman Shaw Buildings

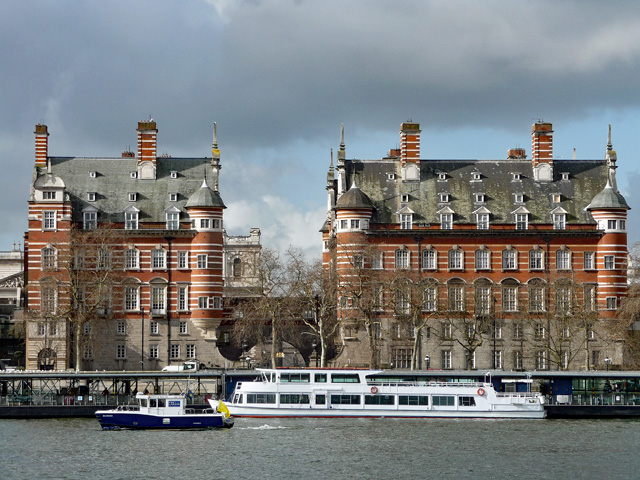
Norman Shaw North (a destra) e South (a sinistra) Buildings

Il Norman Shaw Buildings (conosciuto anche come New Scotland Yard) è costituito da due edifici in Westminster, Londra, affacciati sul Tamigi. Costruiti dal rinomato architetto Richard Norman Shaw tra il 1887 e il 1906, tra il 1890 e il 1967 fu il quartier generale di New Scotland Yard (Metropolitan Police) trasferitasi qui dalla sede originaria situata in Great Scotland Yard, dal 1979 infine, ospita uffici del Parlamento del Regno Unito e per l'occasione fu rinominato Norman Shaw North e South Buildings, aumentando così lo spazio a disposizione del limitato Palazzo di Westminster.

## Architettura
Gli edifici sono a bande di mattoni rossi e Pietra di Portland bianca su una base di granito in stile vittoriano, e si trovano su Victoria Embankment, tra Portcullis House, a sud e New Scotland Yard, a nord.

### Edificio Nord
L'Edificio Nord è un Monumento classificato di Grado I. Fu progettato nel 1887 come nuova sede degli uffici centrali della Metropolitan Police, Shaw fu scelto personalmente dal Segretari di Stato per gli affari interni del Regno Unito, Henry Matthews. Fu costruito su un terreno recuperato dal Tamigi per la costruzione del Victoria Embankment e che era stato precedentemente assegnato per ospitare un nuovo teatro dell'opera che era già stato parzialmente costruito.
Il costo dell'opera fu di circa 120.000 Sterline. Nel 1888, durante la costruzione del New Scotland Yard, fu ritrovato il torso smembrato di una donna; il caso, noto come "Whitehall Mystery", non è mai stato risolto. Inaugurato nel 1890, l'edificio fu presto trovato inadeguato per la crescente forza di polizia e fu necessaria un'estensione.

### Edificio Sud
L'Edificio Sud è invece un Monumento classificato di Grado II*, costruito tra il 1902 e il 1906, era originariamente chiamato Scotland House. Anche in questo caso l'edificio fu disegnato da Shaw, e fu collegato all'edificio nord per mezzo di un ponte coperto che attraversava la strada pubblica (oggi chiusa al transito). I cancelli in ferro furono invece disegnati dall'architetto Reginald Blomfield. Anch'essi facenti parte della classifica di Grado II*. Nel 1919, la Direzione dell'Intelligence fu fondata in questo edificio.

## Ristrutturazione da parte della Camera dei Comuni
L'edificio nord è stato ristrutturato tra il 1973 e il 1975, per un costo di £ 3,25 milioni, con le pareti esterne pulite e gli interni riqualificati con uffici per 128 deputati e loro segretari, dormitori (convertiti in uffici nel 2002), studi televisivi, una biblioteca e la Sala Stampa della Camera dei Comuni. Sono stati installati dei controsoffitti per conservare il calore e migliorare l'illuminazione e sono stati posati i tappeti.
Nel 2000, è stata creata una passerella per il Palazzo di Westminster via Portcullis House, per permettere ai membri del parlamento di raggiungere più velocemente la camera di votazione. 
L'edificio sud è stato ristrutturato tra il 1976 e il 1979 con uffici per 56 deputati, una palestra (in seguito trasferita in un altro edificio) e un appartamento per l'impiegato della casa. Non sono stati installati controsoffitti o moquette, né è stata effettuata alcuna pulizia esterna. Un ulteriore rinnovamento degli interni, degli esterni e del tetto è stato effettuato tra il 2001 e il 2003.
Nel dicembre 2016, la società WSP Parsons Brinckerhoff si è aggiudicata un contratto per la gestione di un importante progetto di ristrutturazione di vari edifici del Parliamentary Estate (entrambi gli edifici Norman Shaw, l'1 Derby Gate e 1 Parliament Street). Il progetto dovrebbe essere completato all'inizio del 2020.

## Uffici del leader dell'opposizione
Gli uffici del Leader dell'opposizione sono situati in una suite del Norman Shaw Buildings fin dai tempi di Michael Howard.  Oltre ad Howard, anche David Cameron, Ed Miliband, Jeremy Corbyn e Keir Starmer hanno mantenuto i loro uffici nell'edificio durante il loro mandato come leader dell'opposizione.